# Tipula (Lunatipula) didymotes
Tipula (Lunatipula) didymotes is een tweevleugelige uit de familie langpootmuggen (Tipulidae). De soort komt voor in het Palearctisch gebied.